# Thala
Thala o Tala (àrab: تالة, Tāla) és una ciutat de Tunísia a la governació de Kasserine, situada uns 28 km al nord de la ciutat de Kasserine. Es troba a les muntanyes del Djebel Kharbouga, a 1.017 metres sobre el nivell del mar, el que la fa la ciutat més alta de Tunísia. El clima és generalment fred. La municipalitat té 13.968 habitants i és capçalera d'una delegació amb 38.950 habitants al cens del 2004.

## Economia
La principal activitat econòmica és l'agricultura, sobretot la ramaderia. A la rodalia hi ha les més importants plantacions de figues de moro de Tunísia.
Hi ha pedreres de marbre i de pedra calcària, que es transforma en una fàbrica local establerta a una zona industrial creada pel govern.

## Administració
És el centre de la delegació o mutamadiyya homònima, amb codi geogràfic 42 59 (ISO 3166-2:TN-12), dividida en tretze sectors o imades:
- Thala Est (42 59 51)
- Thala Ouest (42 59 52)
- Eddachra (42 59 53)
- Aïn Al-Jadeida (42 59 54)
- Barmajna (42 59 55)
- Oued Errachech (42 59 56)
- El Joua (42 59 57)
- El Hamed (42 59 58)
- Zelfane (42 59 59)
- Boulahnech (42 59 60)
- Sidi M'hammed (42 59 61)
- Ouljet Edhel (42 59 62)
- Ech-Chaffaï (42 59 63)

Al mateix temps, forma una municipalitat o baladiyya (codi geogràfic 42 15).